# Municipio XII
Municipio XII is een stadsdeel met ongeveer 165.000 inwoners in het zuiden van de stad Rome.

## Onderverdeling
EUR, Villaggio Giuliano, Torrino, Laurentino, Cecchignola, Mezzocammino, Spinaceto, Vallerano-Castel di Leva, Decima, Porta Medaglia, Castel Romano, Santa Palomba, Tor di Valle